# Zdeněk Remsa
Zdeněk Remsa (* 29. Dezember 1928 in Horní Branná; † 22. Juni 2019) war ein tschechoslowakischer Skispringer und Skisprungtrainer.

## Werdegang
Remsa, der für Dukla Liberec startete, sprang bei den Olympischen Winterspielen 1948 in St. Moritz von der Normalschanze auf den 53. Platz. Bei den DDR-Meisterschaften 1953 in Oberhof wurde er im Sondersprunglauf auf der Thüringenschanze mit 217,5 Punkten Dritter. Im gleichen Jahr gewann er in seiner Heimat das Czech-Marusarzówna-Memorial.
Ein Jahr später startete Remsa bei der Nordischen Skiweltmeisterschaft 1954 im schwedischen Falun und landete nach Sprüngen auf 67,5 und 69 Metern auf dem 37. Platz.
Bei der Vierschanzentournee 1955/56 startete Remsa nur in Bischofshofen und überraschte dabei mit dem zehnten Platz die Konkurrenz. Im folgenden Jahr bei der Vierschanzentournee 1956/57 bestritt Remsa alle vier Springen. Nach einem 24. Platz beim Auftaktspringen auf der Schattenbergschanze in Oberstdorf erreichte er auf der Bergiselschanze in Innsbruck mit dem neunten Rang das beste Einzelresultat seiner Karriere bei der Tournee. In Garmisch-Partenkirchen und Bischofshofen landete er erneut unter den Top 20 und beendete die Tournee mit 808,4 Punkten auf einem sehr guten zehnten Rang.
Bei seiner letzten Vierschanzentournee 1957/58 konnte er nicht an das Vorjahr anknüpfen, landete aber nach guten Platzierungen im Mittelfeld, darunter Rang 12 in Garmisch-Partenkirchen, auf dem 20. Platz der Gesamtwertung. Wenige Wochen später startete er bei der Nordischen Skiweltmeisterschaft 1958 in Lahti. Hier landete er mit Sprüngen auf 61 und 58 Metern auf dem 43. Platz.
Nach dem Ende seiner aktiven Karriere wurde Remsa Skisprungtrainer und übernahm 1960 die Skisprungabteilung von Dukla Liberec. Zu seinen Schülern gehörten unter anderem Jiří Raška und Zbyněk Hubač. Die Trainingsgruppe Remsas ging als die „Remsa Boys“ durch die Presse. Kurze Zeit später wurde er Nationaltrainer der Tschechoslowakei und führte die Mannschaft zu den Olympischen Winterspielen 1964 und den Olympischen Winterspielen 1968, wo Raška Gold gewann. 1970 legte er den Posten als Nationaltrainer nieder und ging nach Slowenien. 1985 legte er auch dieses Amt nieder und wechselte zurück in seine Heimat, wo er in Lomnice nad Popelkou den Skisprungnachwuchs trainierte, darunter auch Roman Koudelka. 2009 gehört er zum Organisationsteam für die Nordischen Skiweltmeisterschaften 2009 in Liberec.
Im Januar 2017 wurde Remsa von der Trainervereinigung in deren Hall of Fame aufgenommen.

## Statistik

### Vierschanzentournee-Platzierungen
| Saison  | Platz | Punkte |
| ------- | ----- | ------ |
| 1955/56 | 35.   | 208,5  |
| 1956/57 | 10.   | 808,4  |
| 1957/58 | 20.   | 783,3  |